# Levens Hall
Levens Hall je anglický venkovské sídlo v Kentu v Cumbrii, severně od Morecambe Bay.

## Historie
Podle listiny z roku 1170 Vilém z Lancasteru postoupil pozemky v Levensu Normanovi de Hieland, ale vyhradil si právo lovu a rybolovu. Zdá se, že prvně jmenovaný přijal jméno Redland, jak napovídá jméno nedalekého Yealand Redmayne. Kolem roku 1350 byla rodinou Redmanových postavena kamenná obytná věž, která byla rozšířena v alžbětínské éře rodinou Belligham. V roce 1689 Bellinghamovi dům a panství prodali plukovníkovi Jamesi Grahmeovi nebo Grahamovi, strážci tajné pokladny krále Jakuba II, který na konci 17. století provedl řadu přístavby domu. Jeho syn Henry Graham byl rytířem hrabství Westmorland.
Další přístavby byly provedeny na počátku 19. století. V roce 1833 panství patřilo kapitánu kavalerie Fulke-Greville Howardovi. Levens Hall je v rodině Bagot od doby, kdy jej Josceline Bagot (1854–1913) zdědila po jeho bezdětné pratetě Mary Abbotové.
V říjnu 2021 se budova stala jedním ze 142 objektů celé Anglie, které získaly část z vládní finanční injekce ve výši 35 milionů liber z Fondu na obnovu kultury (Culture Recovery Fund).

## Zahrada
V letech 1694–1712 založil zahradu Guillaume Beaumont, bývalý hlavní zahradník Jakuba II., který se také podílel na návrhu paláce Hampton Court. Zahrada byla rozdělena do čtyř částí podle plánu z roku 1730. Četné stromy a keře byly prořezány a tvarovány do ozdobných forem (topiary). K tvarování byly používány především tisy, z nichž se do dnešních dnů dochovalo 25 kusů. Dva z prořezávaných stromů jsou známé jako král a dáma, další jako královna Alžběta a její dvorní dámy. Nachází se zde také Soudcova paruka a Howardův lev. Většina z nich zobrazuje jednoduché geometrické tvary jako kužely nebo krychle. Ha-ha příkop byl zahrnut, aby mohlo být postaveno parkoviště. V prosinci 2021 byly zahrady představeny v seriálu BBC Gardeners' World.

## Galerie

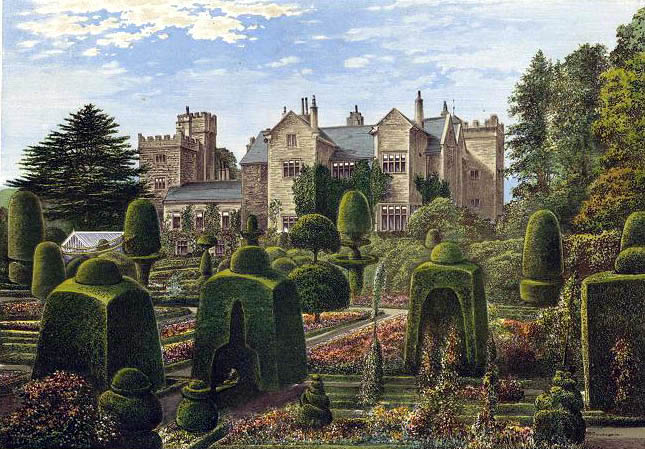
Levens Hall kolem roku 1880
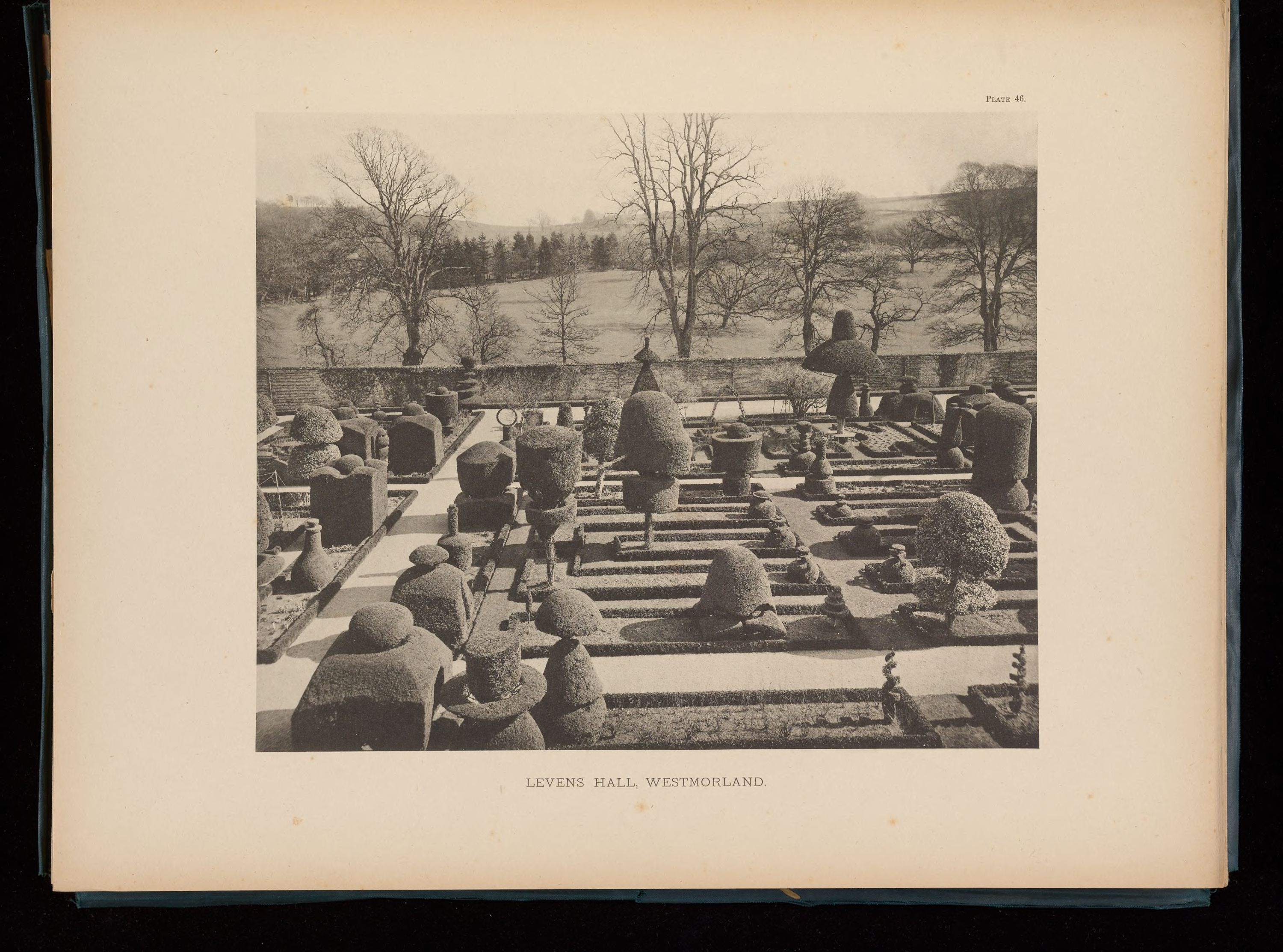
Zahrady v roce 1902, foto: Charles Latham (1847-1912)
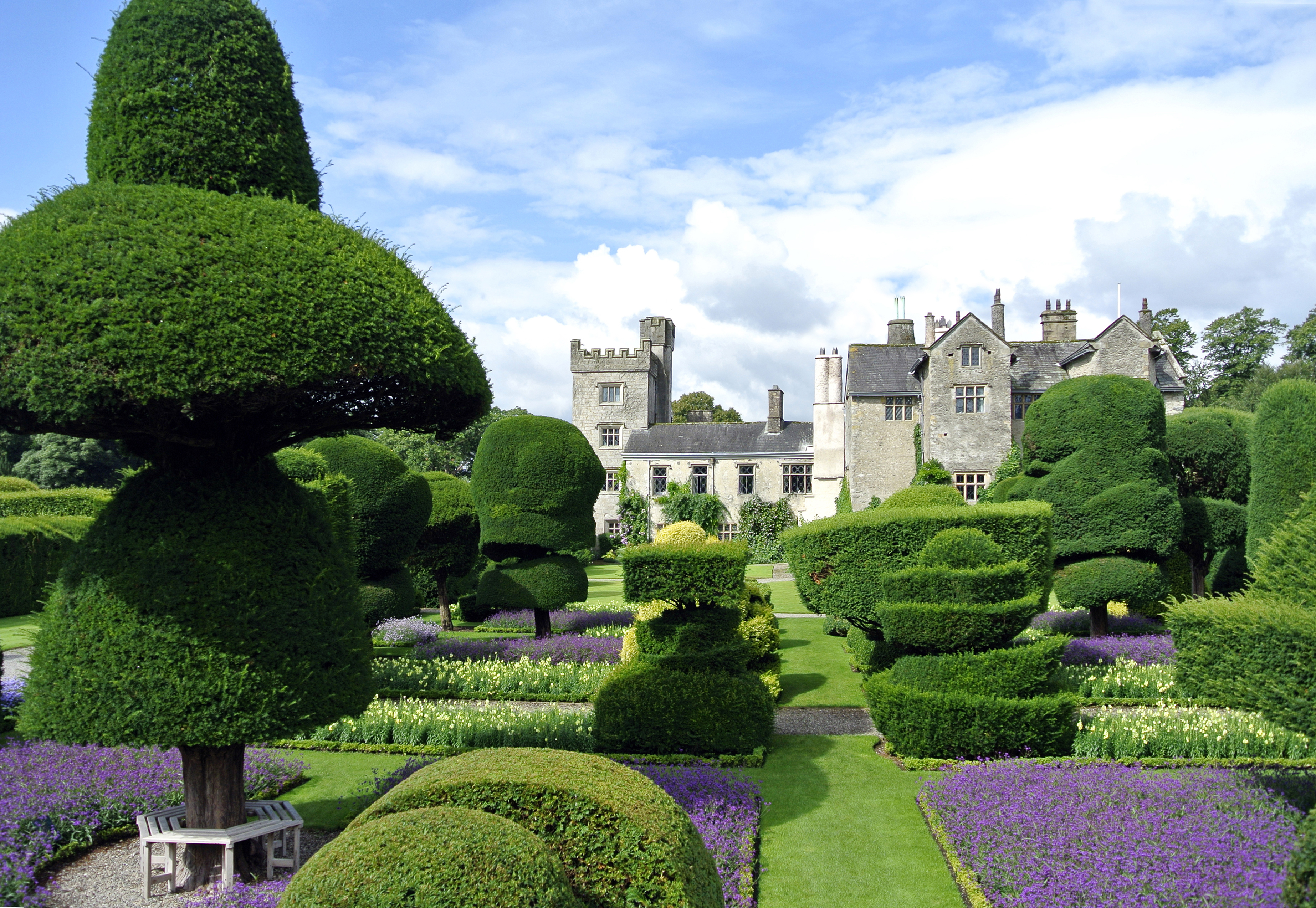
Topiary